# Polnische Poolbillard-Meisterschaft 2002
Die polnische Poolbillard-Meisterschaft 2002 war die elfte Austragung der nationalen Meisterschaft in der Billardvariante Poolbillard. Sie fand vom 21. bis 24. November 2002 in Katowice statt. Ausgespielt wurden die Disziplinen 8-Ball, 9-Ball und 14/1 endlos.

## Medaillengewinner
| Disziplin            | Gold                                 | Silber                                  | Bronze                              | Bronze                                  |
| -------------------- | ------------------------------------ | --------------------------------------- | ----------------------------------- | --------------------------------------- |
| Herren – 8-Ball      | Łukasz Bartkowski (Baryła Wejherowo) | Krzysztof Gastman (Wodny Park Warszawa) | Tomasz Kapłan (Ósemka Rzeszów)      | Radosław Babica (Contact Kielce)        |
| Herren – 9-Ball      | Adam Ewald (Contact Kielce)          | Mariusz Roter (Baribal Lubin)           | Szymon Majoch (Intersalon Zakopane) | Dominik Zając (Baribal Lubin)           |
| Herren – 14/1 endlos | Adam Ewald (Contact Kielce)          | Łukasz Bartkowski (Baryła Wejherowo)    | Tomasz Kapłan (Ósemka Rzeszów)      | Mateusz Śniegocki (Hades Poznań)        |
| Damen – 8-Ball       | Grażyna Gronowska (Contact Kielce)   | Izabela Łącka (Częstochowa)             | Karolina Stawarz (Ósemka Rzeszów)   | Maria Nielubowicz (Wodny Park Warszawa) |
| Damen – 9-Ball       | Grażyna Gronowska (Contact Kielce)   | Ewa Grzyb (Tarnów)                      | Karolina Stawarz (Ósemka Rzeszów)   | Maria Nielubowicz (Wodny Park Warszawa) |
| Damen – 14/1 endlos  | Grażyna Gronowska (Contact Kielce)   | Karolina Stawarz (Ósemka Rzeszów)       | Izabela Łącka (Częstochowa)         | Maria Nielubowicz (Wodny Park Warszawa) |